# Stowarzyszenie Gmin Przyjaznych Energii Odnawialnej
Stowarzyszenie Gmin Przyjaznych Energii Odnawialnej to stowarzyszenie gmin popularyzujących oraz promujących produkcję energii ze źródeł odnawialnych. Organizacja powstała w 2008 roku. Zrzesza gminy z 9 województw Polski (stan na luty 2014).
Stowarzyszenie, wraz z Instytutem na rzecz Ekorozwoju, Polską Izbą Gospodarczą Energetyki Odnawialnej przyjęło "Apel organizacji pozarządowych w sprawie ambitnych, wiążących celów polityki energetycznej i klimatycznej UE do 2030 roku".